# 黑澤深山鍬形蟲
黑澤深山鍬形蟲（學名：Lucanus kurosawai），屬於鞘翅目的鍬形蟲科，臺灣特有種，體長24—45（0.94—1.77英寸），每年5至7月較易觀察，日夜出沒，中、高海拔，具趨光性，公蟲體長27—45（1.1—1.8英寸）、母蟲體長24—37（0.94—1.46英寸），與高砂深山鍬形蟲、栗色深山鍬形蟲同屬相似，與栗色深山鍬形蟲光滑無細毛之區別，黑澤則有黃褐色短毛。常見俗名分別為「蓬萊深山鍬形蟲」、「毛栗色深山鍬形蟲」。

## 外部連結
- 昆蟲類─鞘翅目 Coleoptera - 南投縣竹山鎮杉林溪自然教育中心
- 鍬形蟲 - 國立臺灣大學昆蟲標本館數位典藏
- . 台灣山林悠遊網電子報. 行政院農業委員會林務局.   [2015-08-25]. （原始内容存档于2016-03-04）.